# Else Lasker-Schüler
Else Lasker-Schüler (Elberfeld (hoy Wuppertal),11 de febrero de 1869-Jerusalén, 22 de enero de 1945) fue una escritora y poetisa alemana destacada por su estilo innovador y compromiso con los derechos humanos, cuyo verdadero nombre era Elizabeth Lasker-Schüler.

## Biografía

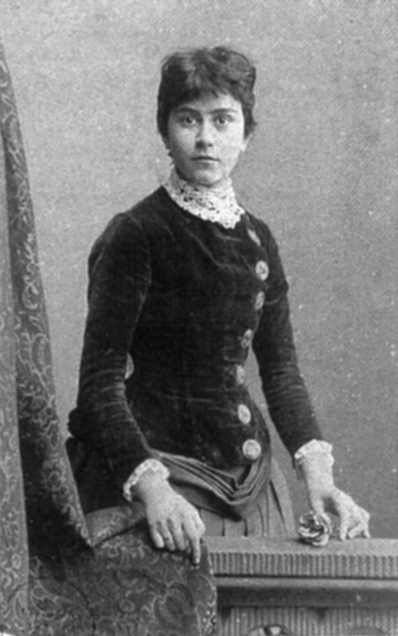
Else Lasker-Schüler hacia 1894.

La menor de seis hermanos, fue hija del banquero Aaron Schüler y su esposa Jeanette Kissing (figura central de sus poesías). Como niña prodigio, a los 4 años ya sabía leer y escribir. A los 11 años comenzó a asistir al Liceo West an der Aue. Muy pronto se convirtió en una de las escritoras más reconocidas de Berlín, así como en una de las representantes de un mundo cultural que acabaría posteriormente con el nacionalsocialismo.
Poco después la tragedia familiar se instaló en su vida pues en 1894 fallecería su muy cercano hermano Paul, en 1890 su madre y en 1897 su padre. La pérdida hizo que su vida se convirtiera en un ir y venir de amigos, amantes y ciudades desde entonces.
En 1894 se casó con el médico Berthold Lasker, hermano del campeón mundial de ajedrez Emanuel Lasker, y se mudó a Berlín en 1895 donde permaneció hasta 1933. 
En 1903 se divorció y se casó con el escritor Georg Lewin. Después de la separación de Georg Lewin en 1910 se encontraba sin ingresos propios, viéndose en la situación de tener que vivir gracias al apoyo de amigos, en particular, Karl Kraus. En 1912 conoció a Gottfried Benn con quien mantendría una profunda amistad, y le dedicaría varios poemas de amor.
En 1927 su hijo Pablo, de padre aún desconocido, murió de tuberculosis dando comienzo a una profunda crisis emocional. La muerte de su hermano Paul, de su madre y ahora de su hijo marcaron inconfundiblemente su obra.
Else Lasker-Schüler visitó Suiza por primera vez entre enero y julio de 1918, y no regresaría hasta su exilio de Berlín. Durante esa primera estancia ya era una poetisa reconocida y pudo participar en la vida intelectual del país inscribiéndose en lugares tan reconocidos como Schauspielhaus, el Café Odeon o el Cabaret Voltaire, donde incluso llegaría a ver actuar a Tristan Tzara. Es en marzo cuando lee sus poemas por primera vez para el círculo literario Zúrich-Hottingen y comienza a publicar poemas en las Weisse Blätter.  
Sin embargo, la positiva opinión que se había formado del país durante los primeros meses cambió drásticamente ante la hambruna y epidemia de gripe dadas finales de la I Guerra Mundial, que  llegaron a causar conflictos entre huelguistas y el ejército. La magnitud de la situación hizo que Suiza cerrara sus puertas a refugiados de países socialista y comunistas, afectando a pensadores de la talla de Georg Lukàcs. Al no ser capaz de compartir esta ideología, volvió a Berlín y no pasaría Zúrich hasta 1927, el año de la muerte de su hijo.
A pesar de haber ganado en 1932 el Premio Kleist el 19 de abril de 1933 emigró definitivamente a Zúrich, después de las amenazas y los ataques violentos del partido nazi, aunque antes de partir pudo enviar una carta codificada al dueño de una fábrica textil, Klaus Gebhard, en la que le explicaba que tenía pensado llevar a cabo una serie de lecturas públicas de su obra en diferentes localidades suizas. Huyó de la nueva realidad de Alemania en busca de apoyo económico y social, llegando a una situación de exilio y desarraigo que la llevó a revivir su relación con el pueblo judío. También llega con la esperanza de estrenar su obra Arthur Aronymus. Die Geschichte meines Vaters en el Schauspielhaus de Zúrich.
La situación no era fácil y el país temía que al recibir a tantos extranjeros perdiera su identidad nacional, lo que hizo que muchos de los escritores suizos se alejaran de los exiliados. A pesar de ello, Else consigue vivir un tiempo allí sin visado. En esa época conoce a Klaus Mann, quién la ayudará a publicar algunos de sus textos. La asociación de la Cultura Judía llegaría a enterarse de las dificultades económicas que le había provocado la situación global a la autora y deciden pagarle el alojamiento hasta que su viejo conocido Emil Raas la lleva a Berna.
Su tiempo allí no será fácil y no podrá ejercer en ningún ámbito relacionado con la poesía por su condición de judía, llegando a ser vigilada por detectives tras ser acusada de una enfermedad paranoica por quejarse de no poder publicar en Alemania.

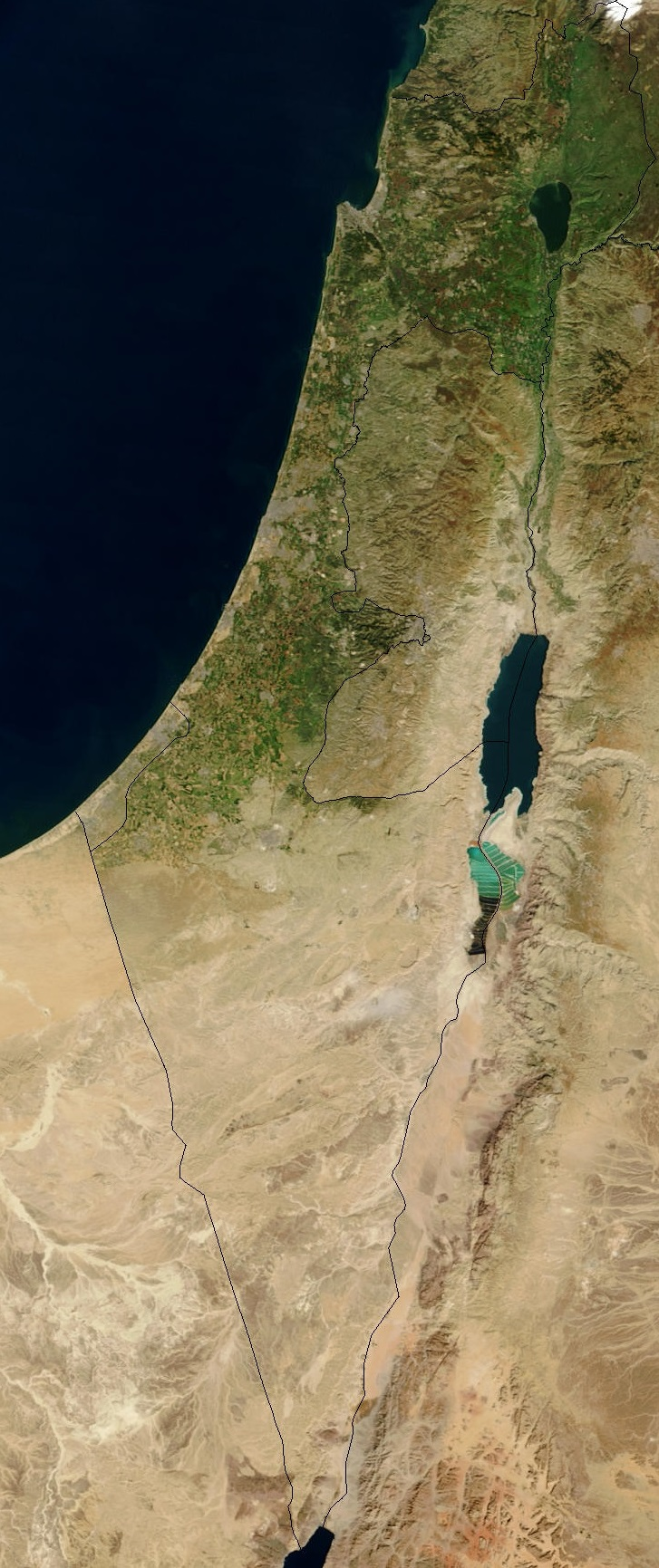
Palestina.

En marzo de 1934 empieza a trabajar en su libro Das Hebräerland y viaja a Alejandría motivada por su amiga Margret Pilavachi, aunque la influencia de Hitler también había llegado hasta allí, obligando a Else a poner rumbo a Palestina.
Viajó al Mandato Británico de Palestina en 1934 y 1937. Estando en su primera estancia apenas 8 semanas, relatadas en Das Hebräerland, antes de volver a irse a Zúrich, pasando por Viena. En esta ocasión se rechazó su permiso de residencia, y aunque un abogado amigo pudo ayudarla, solo se le permitía estar en el país hasta junio de 1935. Los siguientes años fueron una dura ducha con su debilitada salud viviendo un exilio del exilio. En 1938 su nacionalidad alemana fue revocada y la cámara literaria del Reich establece la lista de escritores cuyas obras serán prohibidas incluyendo todos los libros de Else Lasker-Schüler.
En 1939, catorce meses después de su expulsión, vuelve a Suiza y  comienza a escribir Tagebuchzeilen aus Zürich, un diario que nunca llegaría a publicarse. Esta vez ningún amigo puede evitar que sea deportada, pero se enfrenta al problema de no poder entrar en Palestina tampoco hasta que depositase una fianza en Suiza, de la que pudo encargarse Sylvain Guggenheim, permitiendo su tercer viaje a país. Debido al estallido de la Segunda Guerra Mundial se le imposibilitó regresar a Suiza y tuvo que sobrevivir en un lugar que despreciaba la lengua alemana, carente de la vida bohemia que ella conocía. 

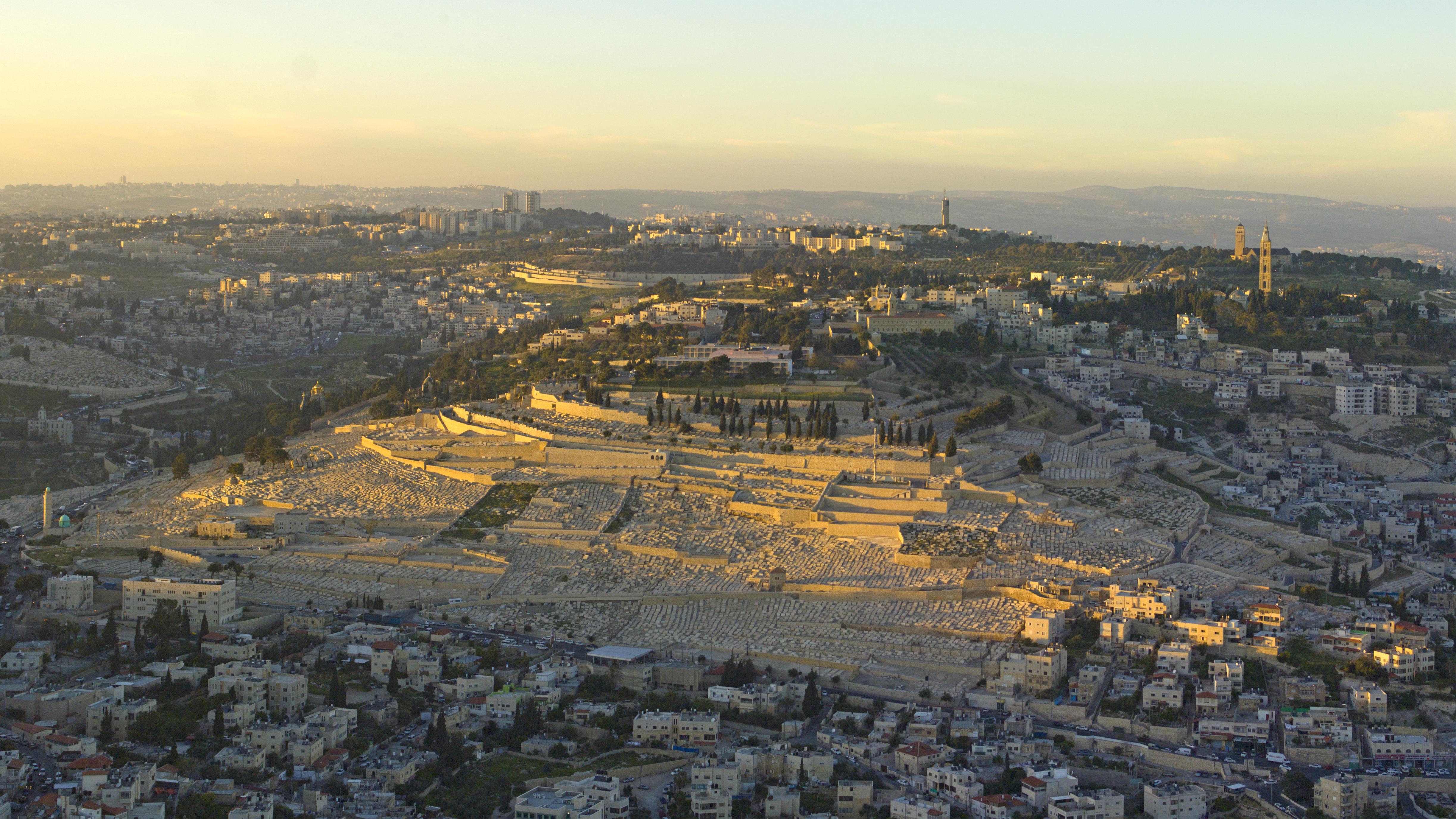
Monte de los Olivos en Jerusalén.

En 1944 enfermó gravemente, falleciendo finalmente a causa de un ataque al corazón en el hospital Hadassah en Jerusalén. Fue enterrada en el Monte de los Olivos en Jerusalén, tumba destruida tras la división de Jerusalén en 1948, pero reconstruida en 1975 con una tablilla escrita en hebreo y alemán.
Cabe destacar que los estudiosos difieren en la visión de Else sobre su familia enmarcada en la religión judía. Sigrid Bauschinger afirma que la historia de su familia religiosa sería solo una invención de la autora; mientras que Werner Hegglin opina que Else se separó muy temprano de la casa paterna, rompiendo con el judaísmo y acercándose al cristianismo. A pesar de que cierta crítica interpreta su obra desde la perspectiva puramente hebraica, su palabra excede lo exclusivamente judío.

## Obras Literarias
Sus obras presentan rasgos alemanes como la omnipresencia de la psicología tan propia de la literatura alemana de principios del siglo XX o su estilo neorromántico capaz de asociar conceptos como lo sagrado y lo profano. Aunque también presenta recursos del lenguaje característicos del hebreo, hasta el punto en que su traductora a este idioma, Alica Jacob-Loewenson se sorprende de que no sea la lengua materna de Else. 
Muchos de los poemas que escribía trataban a menudo sobre la muerte, aunque siempre intentando superarla. También sobre el amor, la tristeza, la soledad, la libertad…Todo esto hace a su lírica metafóricamente rica, llena de simbolismo y misticismo. Su experimentación con arcaísmos y neologismos hacen resaltar su originalidad y libertad artística, no seguía las normas de la poesía tradicional. 
La relación de Lasker-Schüler con la religión, si bien bella y fructífera, es compleja y problemática. Mezcla en sus obras diferentes tradiciones religiosas, lo que le permite mantener su identidad judía a la vez que investigar otras confesiones. 

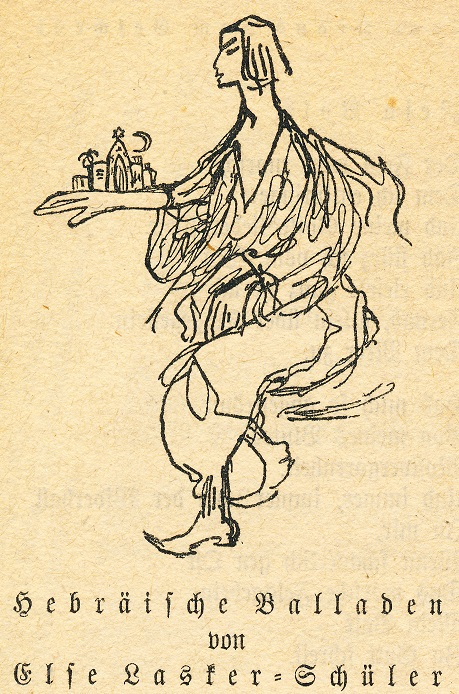
Hebräische Balladen. Else Lasker-Schüler. 1901-1923.

Else Lasker-Schüler produjo una obra importante compuesta de poemas, tres obras de teatro, cartas y numerosos dibujos que acompañaban a sus poemas. Durante su vida, sus poemas fueron publicados en varias revistas como Der Sturm y Die Fackel de Karl Kraus. Fue criticada con rigurosidad por el escritor checo Franz Kafka. Algunos de sus títulos son: 
- Hebrüische Balladen (1901-1923)
- Styx (1902)
- Der Siebente Tag (1905)
- Las noches de Tino de Bagdad (1907)
- Meine Wunder (1911)
- Abraham und Isaak,[4] dentro de Hebräische Balladen (Baladas hebreas, 1913)
- Gesammelte Gedichte (1917)
- Mein Blaues Klavier  (Mi piano azul, 1943)
- Tagebuchzeilen aus Zürich. El diario que nunca llegó a publicar se diferencia del resto de su obra al prescindir de las metáforas poéticas y tomar un tono más realista para hablar del triste día a día de un refugiado en Suiza.

### Cartas
- El malik (1919). Es una serie de cartas ficticias escritas a Franz Marc, fallecido en la Primera Guerra Mundial),[5] bajo pseudónimos como "Jinete Azul" y  "Príncipe Yussef de Tebas".

### Teatro
- Los Wupper (1910)
- Arturo Aronymus y sus padres, Die Geschichte meines Vaters (1932). Una de sus obras más idealistas, hablando de la reconciliación entre las diferentes religiones, dejando ver su ideal simbiótico judeoalemán característico.
- Yoyyo, IchundIch (edición póstuma, 1980). Fue la obra incompleta de la artista que escribió durante sus últimos años de vida en el exilio. Es una secuela de Faust de Goethe, en la que Mephisto y Fausto observan la conquista de Hitler. Además, fue controvertida, ya que algunos decían que Else describió casi proféticamente la caída del régimen nazi, mientras que otros decían que era simplemente el declive mental de la poetisa.

## Lasker-Schüler en el arte
Else Lasker-Schüler comenzó su vida artística con el dibujo, al que se dedicaría durante toda su vida. Lamentablemente es muy poco conocida como dibujante e ilustradora. No obstante, sus obras artísticas y literarias se retroalimentan unas de las otras. Muchos de sus libros de poesía están ilustrados por ella misma. 
Lo característico y lo que más llamaba la atención, aparte de la técnica que utilizaba, era que tanto en sus obras como en sus escritos firmaba con un nombre exótico como Tino de Bagdad, Yussef de Tebas, Jaguar Azul o Jefe Indio. Esto indica el interés por la cultura Oriental, era algo que la atraía indudablemente. Al ser una mujer emancipada, en aquellos tiempos era difícil ser reconocida, por lo que este pseudónimo puede ser también una medida para que sus obras pudieran ser descubiertas y apreciadas.

### Técnica y pinturas destacadas

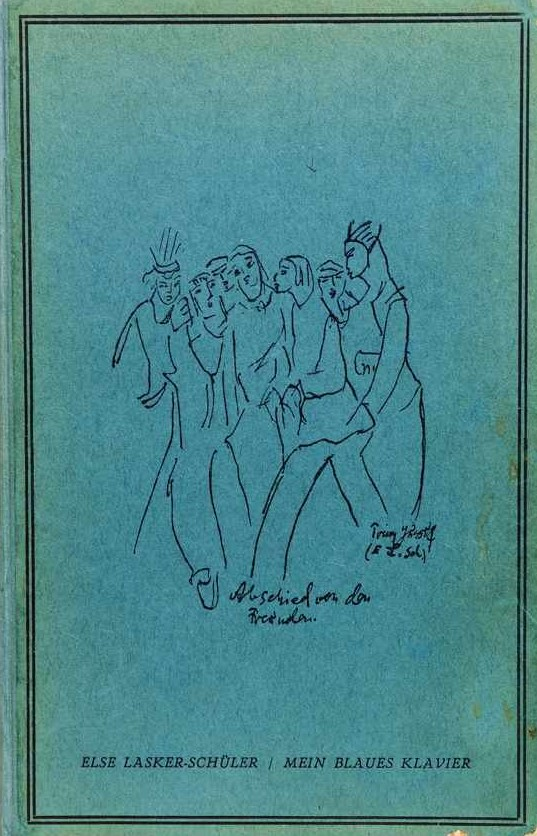
Mein blaues Klavier. Else Lasker-Schüler. 1943.

A menudo utilizaba motivos como animales, flores o estrellas en sus ilustraciones. Además de centrarse en temas como la espiritualidad, la religión, la identidad o la muerte, una cuestión muy recurrente en sus escritos. Ilustraba mujeres indias y bailarinas danzando con animales exóticos como elefantes, serpientes o dromedarios. 
Los dibujos de esta artista destacan por sus láminas a lápiz de grafito y de colores vibrantes, mezcladas con papel tintado y dorado, y líneas definidas y figuras estilizadas. Todas estas técnicas y motivos orientales marcan el mundo de sus alter ego como el de Yussef de Tebas. 
Algunos títulos de sus dibujos son: 
- Zwei Profilköpfe (1935)
- Prinz Jussufs Morgenmusik (1920-1921)
- Theben mit Jussuf (1923)
- Der Bund der wilden Juden
- Schlôme
- Marieë

### Relaciones e influencias
Else tuvo mucho contacto tanto con escritores como con artistas, entre ellos el pintor expresionista alemán Franz Marc, el cual hizo un retrato de Lasker-Schüler. Franz Marc es conocido por fundar junto a Vasili Kandinsky en 1911 la corriente expresionista Der Blaue Reiter. La artista se unió a los movimientos de vanguardia y supo reflejar temas de la época como la pobreza, la persecución o el exilio. Tuvo mucho acercamiento con artistas de vanguardia como Oskar Kokoschka, Peter Hille y Gottfried Benn. No obstante, a medida que la situación política en Alemania iba siendo cada vez más dura, se encontró en un estado cada vez más amenazante con su arte expresionista y vanguardista. 
Lasker-Schüler se casó con Georg Levin, un escritor 10 años menor que ella. Else le propuso cambiar su nombre por un seudónimo por el cual se le conocerá durante toda su vida, Herwarth Walden. Walden fundó la Asociación para el Arte y la revista Der Sturm, dónde presentaba la nueva literatura y las nuevas artes de esta época. En esta revista conseguía publicar los trabajos de su propia esposa y así darla a conocer. 

### Arte de Lasker-Schüler en la actualidad
Después de la Segunda Guerra Mundial hasta la actualidad se han hecho exposiciones de sus trabajos como dibujante e ilustradora en muchas galerías de arte y museos como el Museo von der Heydt de Wuppertal. De manera que con las exposiciones de sus trabajos se ha conseguido dar a conocer una época cultural que tuvo un duro final en 1933 con el ascenso del nacionalsocialismo. 
Algunas de estas exposiciones de sus trabajos como dibujante son:
- Dibujos en el Museo Nacional Schiller de la ciudad de Marbach (Neckar), del 22 de enero al 2 de abril de 1995.
- Sieh in mein verwandertes Gesicht exhibió en la Galería de Arte Barmen del 9 de abril al 28 de mayo de 1995.
- Else Lasker-Schülers Jerusalem en la Universidad Hebrea de Jerusalén, 1995.
- I and I. Dibujos de Else Lasker-Schüler en el Museo de Israel, 1997.
- Schrift – Bild – Schrift exhibido en la Casa Museo August Macke en Bonn, del 29 de octubre de 2000 al 18 de febrero de 2001.
- Erbittert nicht, aber traurig war ich. Exposición sobre Else Lasker-Schüler expuesta en la Biblioteca Central de Zúrich en Suiza del 27 de noviembre de 2006 al 26 de enero de 2007. Con el apoyo del Archivo ELS de la Biblioteca Nacional de Jerusalén.
- Der Prinz von Theben. Else Lasker-Schüler: Dichterin, Zeichnerin, Rebellin, exhibida en Felix Nussbaum Haus, Osnabrück del 3 de junio al 9 de septiembre de 2007.
- Himmel und Hölle zwischen 1918 und 1989. Die bernvernten Dichter expone en el Museo de Arte de Solingen desde el 30 de marzo de 2008, desde entonces permanece en el Centro Alemán de Artes Perseguidas de este museo como exposición permanente.
- Else Lasker-Schüler. Die Bilder. Del 8 de septiembre de 2010 al 9 de enero de 2011 se exhibió en el Museo Judío de Frankfurt y del 21 de enero de 2011 al 1 de mayo de 2011 en el museo Hamburger Bahnhof de Berlín.
- Else Lasker-Schüler: Gestirne und Orient. Die Künstlerin im Kreis des Blauen Reiters en exhibición en el Museo Franz Marc en Kochel am See del 23 de septiembre de 2012 al 6 de enero de 2013.
- Fluxus 32: Else Lasker-Schüler und Moshe Spitzer 1943 en Jerusalén se exhibe en el Museo de Literatura Moderna de Marbach (Neckar) del 14 de abril de 2015 al 27 de septiembre de 2015.
- Else Lasker-Schüler. "Prinz Jussuf von Theben" und die Avantgarde exhibido en el Museo Von der Heydt en Wuppertal del 6 de octubre de 2019 al 16 de febrero de 2020.

## Referencias posteriores de Lasker-Schüler

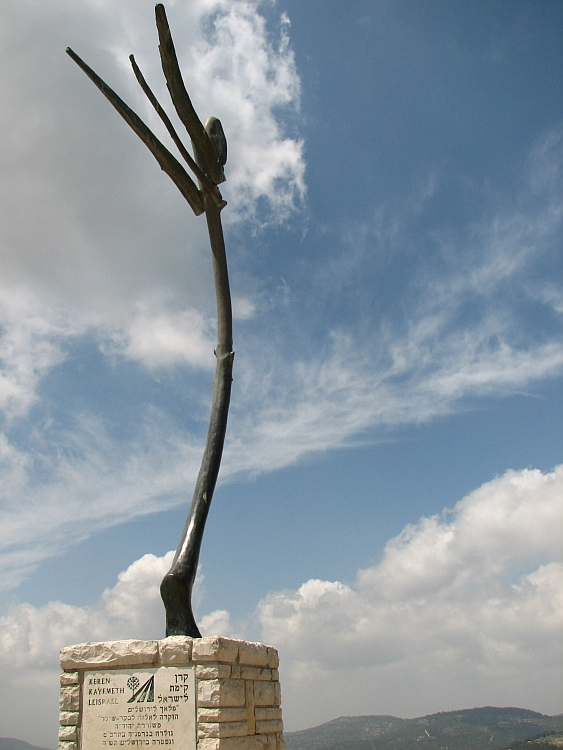
Ángel de Jerusalén, Memorial de Else Lasker-Schüler en Jerusalén.